# El Morgull
El Morgull és una masia de Vic (Osona) inclosa a l'Inventari del Patrimoni Arquitectònic de Catalunya.

## Descripció
Edifici civil. Masia de planta rectangular coberta a dues vessants i amb el carener paral·lel a la façana, orientada a ponent. Consta de planta baixa, primer pis i golfes. A la part esquerra s'hi adossa a un cos obert a tres vessants. El portal és d'arc rebaixat, amb un balcó de baranes de ferro forjat al damunt. La part de llevant forma un petit cos sobrealçat i presenta un balcó amb una obertura d'arc de mig punt i baranes de ferro. A la part de migdia hi ha un petit clos tancat amb reixes que protegeixen l'hort.
És completament arrebossada llevat els elements de ressalt que són de pedra picada, l'estat de conservació és bo.

## Història
Antic mas que el trobem registrat al fogatge de la parròquia i fora murs de la ciutat de Vic, l'any 1553. El mas és registrat amb el nom de LO MORAGULL.
No s'ha trobat cap dada constructiva que permeti datar l'època de reforma o ampliació del mas.